# Paulo Machado de Carvalho Filho
Paulo Machado de Carvalho Filho (São Paulo, 25 de abril de 1924 — São Paulo, 14 de setembro de 2010) foi um empresário e comunicador brasileiro.
Paulinho Machado de Carvalho (como era conhecido) era filho do fundador da Rádio Record, Paulo Machado de Carvalho.
Paulo Machado de Carvalho Filho foi o primeiro presidente da ABERT- Associação Brasileira das Emissoras de Rádio e Televisão.
Ganhador do prêmio Personalidade de Vendas da ADVB (Associação dos Dirigentes de Vendas e Marketing do Brasil) em 1967, Paulinho comandou programas no rádio e na televisão.
Em 2007 publicou o livro: "Histórias... que a história não contou", sobre a sua vida no comando da empresa Emissoras Unidas de Rádio e Televisão. 
Morreu no dia 14 de setembro de 2010 no Hospital Sírio-Libanês, na capital paulista, aos 86 anos de idade, em decorrência de um câncer de próstata.